# سو یامامورا
سو یامامورا (به ژاپنی: 山村聰 Yamamura Sō) که گاهی با نام ساتوشی یامامورا ظاهر می‌شد، کارگردان فیلم و بازیگر ژاپنی بود. او در بیش از ۱۱۰ فیلم بین سال‌های ۱۹۴۷ و ۱۹۹۱ ظاهر شد و چهار فیلم را کارگردانی کرد. از فیلم‌هایش در مقام بازیگر می‌توان خواهران مونکاتا، تورا! تورا! تورا! و گانگ هو را نام برد.